# نشر اطراف
نشر اطراف مرداد ۱۳۹۶ کار خود را به شکل تخصصی در زمینهٔ روایت آغاز کرد. اطراف در کنار بحث‌های نظری روایت، به قصه‌ها و تجربه‌های زیسته می‌پردازد و می‌کوشد نشان دهد چرا و چگونه قصه‌ها و روایت‌ها در سرنوشت فردی و جمعی ما تأثیر می‌گذارند. این نشر در بخش ترجمه در قالب مجموعه‌های متفاوت مانند مجموعهٔ جستار روایی، سفرنامهٔ مصور و ژانرهای دیگر روایی نمونه‌های شاخص و خلاق را در اختیار علاقمندان می‌گذارد.

## حوزه فعالیت
روایت سفر از موضوعاتی است که اطراف به‌طور جدی به آن می‌پردازد. نشر اطراف در بخش ترجمه در قالب مجموعه‌های متفاوت مانند مجموعه جستار روایی، سفرنامه مصور و ژانرهای دیگر روایی، نمونه‌های شاخص و خلاق را منتشر می‌کند و با تدوین و جمع‌آوری روایت‌های مستند و ثبت تجربه‌های زیسته، گزارش‌های سفر و روایت‌های چندصدایی تلاش می‌کند وضعیت امروز را ثبت کند تا شاید از مسیر تبادلِ روایت‌ها و قصه‌ها، تعامل ما با جهان اطراف آسان‌تر و مؤثرتر شود.

## کتاب‌ها
نفیسه مرشدزاده، مدیر این نشر اردیبهشت ۱۴۰۳ در گفت‌وگو با خبرنگار ایبنا گفت: نشر اطراف مجموعاً با ۸۷ عنوان کتاب شامل ۵ عنوان چاپ اولی و بیش از ۲۰ عنوان تجدید چاپ، به نمایشگاه بین‌المللی کتاب تهران آمده است.
از جمله آثار منتشر شده در نشر اطراف می‌توان به این مجموعه‌ها اشاره کرد: مجموعه تماشای شهر (سفرنامه‌های اولین مسافران دوران قاجار به شهرهای خارجی)، مجموعه سفرنامه زنان قاجار، مجموعه جستارهای روایی، مجموعهٔ روایت در کسب و کار، مجموعه سفرنامه‌های مصور و کمیک، کتاب‌های نظری روایت.

## واحد کودک و نوجوان
«ادامه» واحد کودک و نوجوان نشر اطراف کارش را از سال ۱۳۹۷ شروع کرده است. از جمله مجموعه‌های منتشر شده در این نشر می‌توان به این آثار اشاره کرد: مجموعهٔ سه جلدی پسری که دور دنیا را رکاب زد نوشتهٔ الیستر هامفریز، مجموعهٔ سه جلدی خواهرها لبخندها و دلهره‌ها نوشتهٔ رینا تلگمایر.